# スタンダーズ・アンド・モア
『スタンダーズ・アンド・モア』（原題：Chick Corea Akoustic Band）は、チック・コリア率いる「チック・コリア・アコースティック・バンド」が1989年に録音・発表した、同バンドの名義では初のスタジオ・アルバム。

## 背景
コリアは1987年、「チック・コリア・エレクトリック・バンド」のメンバーでもあるジョン・パティトゥッチとデイヴ・ウェックルと共に「アコースティック・バンド」としてのライヴ活動を開始しており、パティトゥッチは「エレクトリック・バンド」とは異なりアップライト・ベースを弾いた。当初は1988年の大晦日のブルーノート公演をライヴ・レコーディングする案もあったが、コリアが「ライヴの緊張感が演奏に強く出過ぎてしまう」「もっとリラックスというか、家で聴いて気持ちが安らぐ音楽にしたい」と判断し、スタジオ・レコーディングに変更された。
日本盤CDは、「スペイン」がロング・ヴァージョンに差し替えられている。

## 反響・評価
『ビルボード』のジャズ・アルバム・チャートでは、コリアにとって『妖精』（1976年）以来約13年ぶりの1位獲得を果たした。第32回グラミー賞では、本作が最優秀ジャズ・インストゥルメンタル・パフォーマンス賞（グループ）を受賞し、収録曲「ソフィスティケイティド・レイディ」は最優秀ジャズ・インストゥルメンタル・パフォーマンス・ソロイスト賞に、「モーニング・スプライト」が最優秀インストゥルメンタル作曲賞にノミネートされた。
Daniel Gioffreはオールミュージックにおいて5点満点中1.5点を付け「例えば、このバンドによる"Sophisticated Lady"の解釈は、せわしなく混乱しているが、コリア自身の曲"Morning Sprite"における楽しく跳ね回る演奏は、本当に快い」「このバンドはコリアのオリジナル曲の演奏に専念すべきと思われ、それ以外の場面では、ぎこちなく響いている」と評している。

## 収録曲
特記なき楽曲はチック・コリア作曲。下記ランニング・タイムは日本盤CDに準拠。
1. ベッシーズ・ブルース - "Bessie's Blues" (John Coltrane) - 4:59
2. マイ・ワン・アンド・オンリー・ラヴ - "My One and Only Love" (George Gershwin, Ira Gershwin, Robert Mellin, Guy Wood) - 4:52
3. ソー・イン・ラヴ - "So in Love" (Cole Porter) - 7:00
4. ソフィスティケイティド・レイディ - "Sophisticated Lady" (Duke Ellington, Irving Mills, Mitchell Parish) - 5:12
5. 枯葉 - "Autumn Leaves" (Joseph Kosma, Johnny Mercer, Jacques Prévert) - 8:19
6. いつか王子様が - "Someday My Prince Will Come" (Frank Churchill, Larry Morey) - 6:18
7. モーニング・スプライト - "Morning Sprite" - 6:39
8. T.B.C.（ターミナル・バゲッジ・クレイム） - "T.B.C. (Terminal Baggage Claim)" - 5:18
9. サークルズ - "Circles" - 6:34
10. スペイン - "Spain" - 8:37

## 参加ミュージシャン
- チック・コリア - ピアノ
- ジョン・パティトゥッチ - アップライト・ベース
- デイヴ・ウェックル - ドラムス